# Persecuzione dei bahá'í
<<Hai saputo quanto duramente siano stati afflitti i Profeti di Dio, i Suoi Messaggeri e i Suoi Eletti. Soffermati a meditare sul motivo e sulla ragione che hanno causato tale persecuzione. In nessuna epoca, in nessuna Dispensazione, i Profeti di Dio sono sfuggiti alla blasfemia dei nemici, alla crudeltà degli oppressori, alla denunzia dei dotti del tempo che apparivano camuffati di rettitudine e pietà>>.
Le persecuzioni dei Bahá'í in Iran rappresentano una lunga storia di discriminazione e violenza contro i seguaci della Fede bahá'í, la più grande minoranza religiosa non musulmana del paese. Queste persecuzioni hanno radici profonde, risalenti alla nascita stessa della Fede nel XIX secolo, e si sono intensificate in diverse ondate, particolarmente dopo la Rivoluzione iraniana del 1979.

## Origini e contesto storico

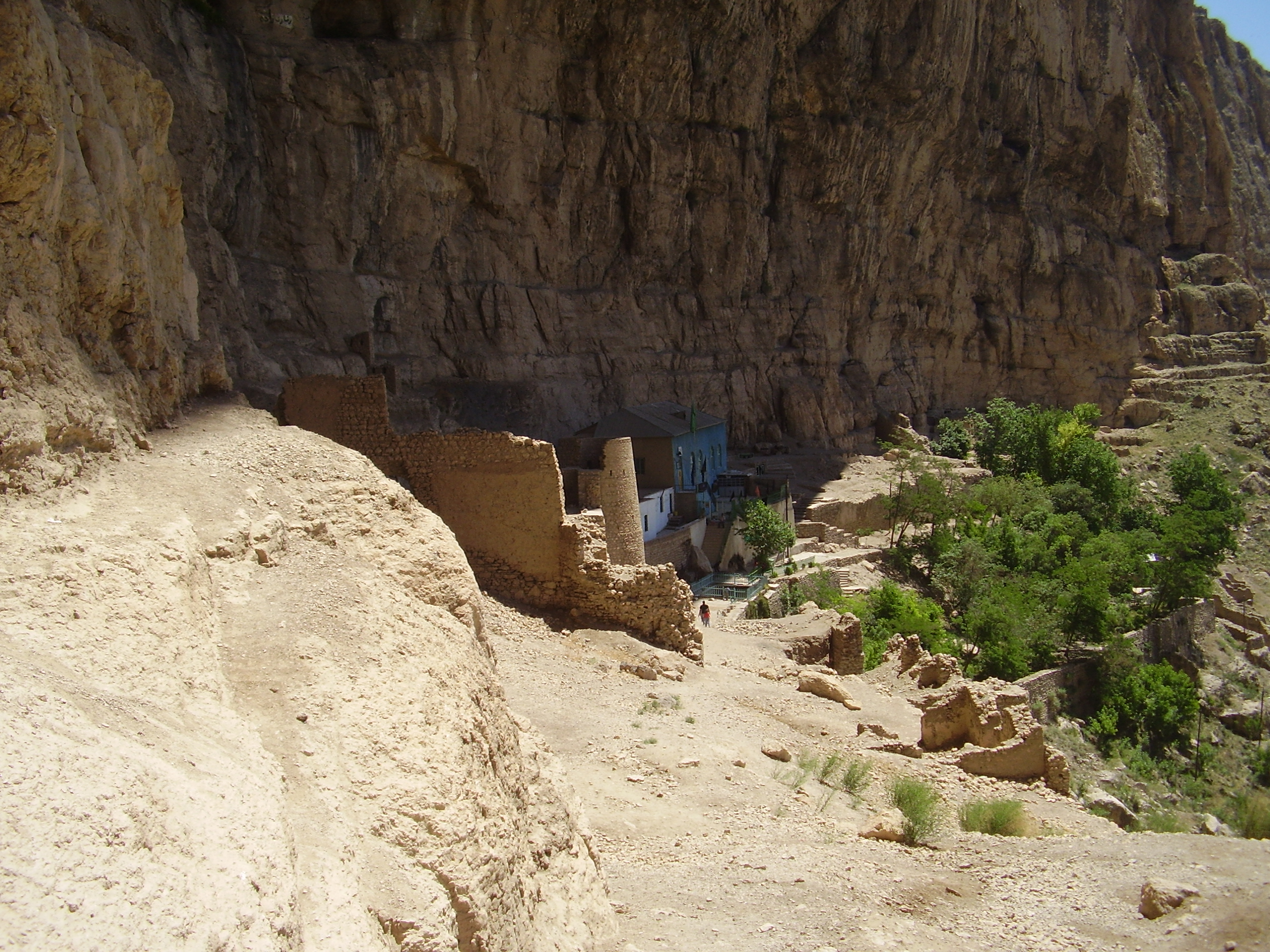
Una veduta della fortezza di Maku, situata in una regione remota dell'Azerbaigian. In questa fortezza, il Báb, fu imprigionato tra il 1847 e il 1848.

La Fede baháʼí nacque in Persia (attuale Iran) nel 1844 e le sue radici affondano nel Bábismo, un movimento religioso sorto a metà del XIX secolo. Il Báb (1819-1850), il cui nome significa "La Porta", fu il Profeta precursore della Fede baháʼí. Egli annunciò l'imminente venuta di un nuovo Messaggero di Dio: Colui che Dio renderà manifesto.  Fin dalle origini, il movimento incontrò l'opposizione del clero sciita, che nella nuova religione vedeva una minaccia al proprio potere e all'ortodossia islamica. Pertanto, i baháʼí sono tuttora visti come apostati dall'Islam.
- Periodo relativo alla fase bábí della Religione (1844-1852): Questo periodo fu caratterizzato da violente persecuzioni contro i seguaci del Báb, detti Bábí. Migliaia di Bábí furono uccisi, incluso lo stesso Báb, giustiziato nel 1850 a Tabriz. Questi eventi segnarono l'inizio di una lunga storia di oppressione.[3]

- Esilio di Bahá'u'lláh (1852-1892): In seguito a un fallito attentato nel 1852 contro lo Scià di Persia, tutta la Comunità bábí fu massimamente perseguitata. Bahá'u'lláh, dopo l'attentato fu imprigionato e successivamente esiliato dall'Iran a Baghdad, allora facente parte dell'Impero Ottomano, quindi inviato a Costantinopoli (Istanbul), poi Adrianopoli (attuale Edirne) e infine ad Acri, dove trascorse, sempre prigioniero dell'Impero Ottomano, il resto della sua vita terrena.[4]

## Persecuzioni nel XX secolo
La costituzione iraniana redatta durante la Rivoluzione costituzionale iraniana del 1906 pose le basi per una persecuzione istituzionalizzata dei Baháʼí. La costituzione precedente era infatti modellata sulla costituzione belga del 1831, dove delle disposizioni garantivano la libertà di culto, disposizioni ampie e generiche che furono ristrette.  La legislazione successiva - in un certo senso - riconobbe gli zoroastriani, gli ebrei e i cristiani come cittadini uguali secondo la legge statale, ma non garantì la libertà di religione e "diede poteri istituzionali senza precedenti all'establishment clericale".
- A partire dal ventesimo secolo, oltre alla persecuzione che colpì singoli baháʼí, furono avviate campagne gestite a livello centrale che avevano come bersaglio l'intera comunità e le Istituzioni pubbliche baháʼí.  Alcune di queste persecuzioni furono registrate da dei Missionari che si trovavano nelle aree colpite al momento dei massacri.  In un caso a Yazd nel 1903 furono uccisi più di 100 Baháʼí.  Successivamente, le scuole baháʼí, come le scuole maschili e femminili Tarbiyat a Teheran, furono chiuse negli anni '30 e '40, i matrimoni baháʼí non furono più ammessi e la letteratura baháʼí fu censurata.

- Periodo Pahlavi (1925-1979): Durante il regno della dinastia Pahlavi, le persecuzioni furono meno organizzate rispetto ai periodi precedenti e successivi. Tuttavia, la comunità Bahá'í subì comunque discriminazioni e restrizioni, soprattutto in ambito lavorativo e nell'accesso all'istruzione.[7]

## Persecuzioni dopo la Rivoluzione iraniana (1979 ad oggi)
La Rivoluzione iraniana del 1979 segnò una drammatica escalation delle persecuzioni contro i Bahá'í. Il nuovo regime teocratico, guidato dall'Ayatollah Khomeini, ne intensificò la repressione, accusando i bahá'í di essere spie straniere e nemici dell'Islam.
- Esecuzioni e arresti: Centinaia di bahá'í furono giustiziati o imprigionati nei primi anni dopo la rivoluzione. Le proprietà della loro Comunità furono confiscate e dei loro luoghi sacri distrutti.
- Discriminazione sistematica: I bahá'í furono esclusi dal settore pubblico, dall'istruzione universitaria e da molte professioni. Furono privati dei loro diritti civili e religiosi fondamentali.
- Campagne di diffamazione: Il governo iraniano ha promosso campagne di diffamazione contro la Fede bahá'í anche attraverso i mass media statali, alimentando pregiudizi e odio religioso.[9]

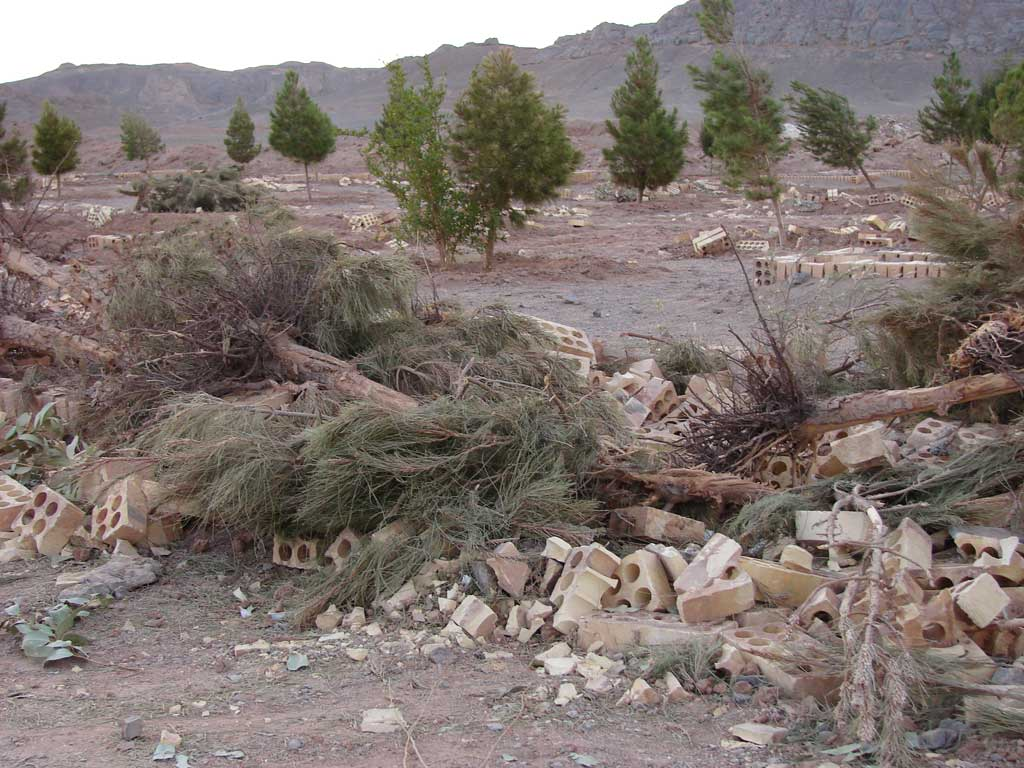
Cimitero bahá'í in Yazd 2007

- Cimitero bahá'í in Yazd 2007Distruzione di cimiteri e luoghi sacri: Numerosi cimiteri bahá'í sono stati profanati e distrutti, così come altri luoghi sacri.[10]
- Persecuzioni recenti: Anche in anni recenti, le persecuzioni continuano con arresti, processi ingiusti, confisca di proprietà e discriminazioni d'ogni genere. Nel maggio 2024, un'ondata di attacchi ha visto decine di donne bahá'í convocate in tribunale.[11]

## Reazioni internazionali
Le persecuzioni dei bahá'í in Iran hanno suscitato decise condanne da parte di governi, organizzazioni internazionali per i diritti umani e di personalità da tutto il mondo. L'ONU, l'Unione Europea, gli Stati Uniti e molte singole nazioni hanno chiesto ripetutamente al governo iraniano di rispettare i diritti umani dei Bahá'í e di porre fine alla discriminazione nei loro confronti. Il 31 luglio 2024 diciotto esperti dell'ONU si sono uniti per pubblicare una lettera congiunta di richiamo all'Iran per il suo operato. A rincarare l'indignazione globale, un nuovo comunicato stampa delle Nazioni Unite condanna l'attacco sistematico alle donne bahá'í, chiedendo un'azione immediata per rispondere a queste violazioni dei diritti umani.